# Thick as a brick
Thick as a brick és el cinquè àlbum d'estudi de la banda de rock britànica Jethro Tull, publicat el 3 de març de 1972. L'àlbum consta de només una sola cançó, dividida en les dues cares del disc, la lletra de la qual es basa en el poema del geni de vuit anys Gerald Bostock, i és una paròdia del gènere d'àlbum conceptual. L'embalatge original, va ser dissenyat com si fos un diari local, el St. Cleve Chronicle & Linwell Advertiser, amb totes les seves seccions característiques, i en el qual la noticia de portada era la desqualificació de Gerald del premi de poesia per les queixes rebudes arrel de seva dubtosa salud mental.
L'àlbum va ser enregistrat a finals del 1971. La música està composta pel lider de la formació Ian Anderson i arranjat amb la contribució de tots membres de banda. L'àlbum era el primer en el qual hi participava el baterista Barriemore Barlow, que reemplaçava a l'anterior, Clive Bunker. Thick as a brick, ("Dur com una totxana", expressió anglesa per dir que algú és un ase) va rebre crítiques mixtes, però ràpidament es va convertir en un èxit comercial i va arribar al capdamunt de les llistes; va ser número 1 al Billboard 200 nord-americà, i número 5 al UK Albums Chart del Regne Unit. Avui és considerat com un clàssic del rock progressiu, i ha rebut multiples elogis. Anderson va publicar una segona part de l'àlbum el 2012, enfocat en veure com havia anat la vida a Gerald Bostock i els altres personatges que apareixien al diari.

## Història

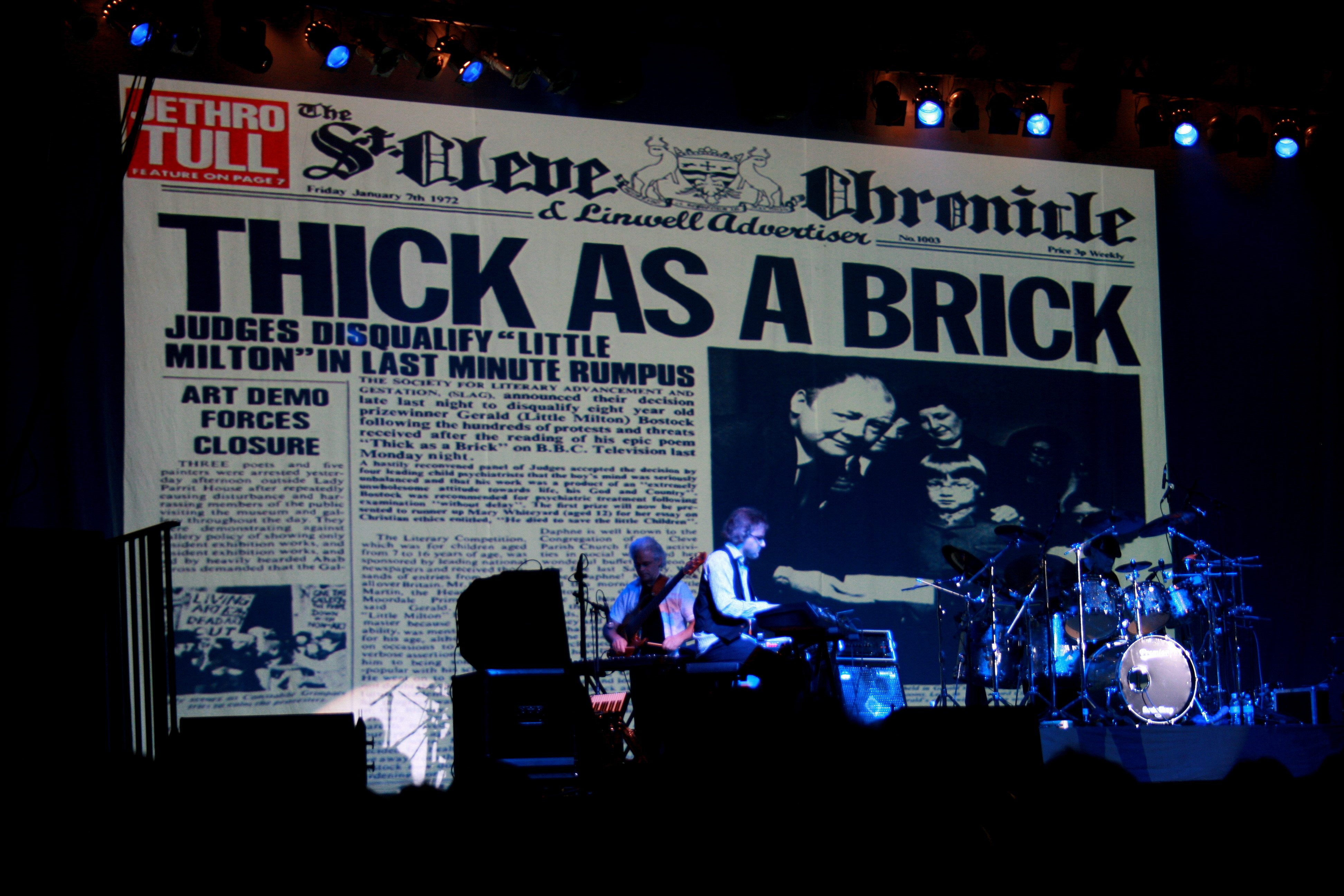
Jethro Tull - Wuppertal 2009

Ian Anderson es va quedar molt sorprés quan els crítics van qualificar l'anterior disc de la banda, Aqualung (1971), com un "àlbum conceptual". Segons Anderson, l'àlbum era senzillament una col·lecció de cançons. La seva reacció va anar amb la línia de "ja que volen un disc conceptual, farem la mare de tots els àlbums conceptuals". Prenent com a influència l'humor surrealista dels anglesos Monty Python, va començar a escriure una peça que combinaria música complexa, una lletra amb un vocabulari rebuscat i dens, i molt sentit de l'humor. La idea era burlar-se de la banda, del públic i dels crítics musicals. Alhora tenia la intenció de satiritzar el gènere de rock progressiu que era molt popular en aquell moment. La seva parella sentimental, Jennie, que ja li havia servit d'inspiració en l'aqualung, en la creació del personatge i de la lletra, també ho va ser en aquesta ocasió, aportant part dels versos inicials.
Anderson també ha manifestat que "l'àlbum va voler ser una paròdia dels àlbums de Yes i Emerson, Lake & Palmer, de la mateixa manera que la pel·lícula Airplane! ho havia estat de "Airport". Tot i que Anderson va escriure tota la música i les lletres, va atribuir part de l'autoria a un nen fictici anomenat Gerald Bostock, encara què l'humor era prou subtil com perquè alguns fans creguessin que Bostock era real. Al revisar la reedició de l'40 aniversari, el critic Noel Murray va suggerir que molts oients de l'àlbum original no van captar la broma i es van prendre el disc seriosament.

## Gravació
El grup va passar per dues setmanes d'assajos usant l'estudi de soterrani dels Rolling Stones en Bermondsey. Inicialment no tenien la intenció de gravar una sola peça contínua; només segments de cançons individuals que després van decidir unir-les amb peces curtes de música.
L'enregistrament va començar al desembre de 1971 als Morgan Studios de Londres. A diferència dels àlbums anteriors on Anderson generalment havia escrit les cançons per avançat,en aquesta ocasió només la secció inicial de l'àlbum s'havia resolt quan la banda va entrar a l'estudi. La resta de la suite es va escriure durant les sessions de gravació. Per compensar la manca de material, Anderson s'aixecava d'hora cada matí per preparar la música per tal què la resta de la banda l'aprengués durant la sessió d'aquell dia. Les lletres van ser escrites primer, amb la músicaja construïda per a que encaixéssin al seu voltant. Anderson recorda que l'àlbum va trigar unes dues setmanes a gravar-se i dues o tres més per sobregrabar i mesclar. El treball final va abastar tota la longitud d'un disc LP, dividit en duess cares.
El temps que va durar la gravció va ser un procés satisfactori, amb un fort sentiment de camadería i diversió, amb nombrosos acudits. Eren fanàtics de Monty Python, i aquest estil d'humor va influir en la lletra i el concepte general del disc. El guitarrista Martin Barre recorda que tota la banda va tenir diverses idees per a la música. Algunes parts es van gravar en una sola presa amb cada membre tenint una entrada, incloses les contribucions significatives del teclista John Evan.

## Crítiques musicals
Chris Welch, de Melody Maker, va elogiar la professionalitat musical de la banda i la maestria d'Anderson a la flauta, i va escriure "la broma a costa d'un diari local s'esgota ràpidament, però no ha de restar valor a l'òbvia quantitat de talent i treball en que s'ha invertit en la producció del disc"; Va descriure la música com un esforç creatiu en el qual "les idees flueixen en abundància", però que "necessita un temps per absorbir-les" i que "escoltades fora de context del seu acte escènic altament visual ... no té un atractiu immediat".
Tony Tyler en la seva crítica per a New Musical Express apreciava la construcció de les suites i dels arranjaments. El final de la segona part se li feia una mica avorrit i li trobava una mancança de creativitat, però continuava tenin uns arranjaments impecables. Tenia dubtes sobre el possible èxit de l'àlbum, però va anomenar el disc com "la pròpia epopeia de Jethro Tull" i "un assalt a la mediocritat i a la duresa de l'existència de la classe mitjana baixa a la Gran Bretanya dels anys 70".
Ben Gerson a la revista Rolling Stone va anomenar Thick as a Brick com "un dels productes més sofisticats i innovadors del rock". Anant més enllà, el crític va declarar: "La guitarra de Martin Barre i els teclats de John Evan brillen especialment, i la veu d'Ian ja no és tan abrasiva. Ja sigui que Thick As A Brick sigui o no un experiment aïllat, és bo saber que algú en el rock té ambicions més enllà de la pista convencional de quatre o cinc minuts, i té la intel·ligència per dur a terme les seves intencions, en tota la seva complexitat, i amb considerable gràcia ".
Alan Niester, de Rolling Stone, en canvi només li va donar 2 de 5 estrelles a The Rolling Stone Record Guide, ja que tenia "moviments relativament indiferenciats". Al crític de Village Voice, Robert Christgau, no li va agradar gens i el va anomenar "la merda habitual" de la banda: "rock (cada vegada més pesat), folk (cada vegada més Feyer), clàssic (cada vegada més Schlockier), flauta (cada vegada millor perquè no té una altra opció)", i el va valorar amb una C-
Les revisions retrospectives han estat positives. AllMusic la qualifica com a obra mestra del rock progressiu, i una de les poques obres d'aquest tipus que encara es conserva dècades després, amb un molt bon so i una bona combinació de folck i rock.
Jordan Blum de PopMatters creu que l'àlbum "va preparar el camí per al rock progressiu modern" i "avui, representa no només un assoliment màxim per a Jethro Tull, sinó també un exemple concret de la llibertat creativa que imperava en aquella època". El crític de Record Collector escriu que "avui, lliure del context irrellevant de la burla que el va perseguir en el seu llançament original, l'àlbum sona ni més ni menys com una gesta olímpica de composició i musicalitat". Segons el crític de Modern Drummer, Adam Budofsky, "que quaranta anys després el disc encara continui en els cors i les ments dels fanàtics del rock progressiu és un testimoni de la seva qualitat".
El 2014, la revista Prog en la llista votada pels seus usuaris "Els 100 millors àlbums de Prog de tots els temps", va incloure l'àlbum en cinquena posició, i la revista Rolling Stone el va classificar en setena posició en els seus "50 millors àlbums de rock progressiu de tots els temps". Al lloc web Prog Archives's a on voten els usuaris, està classificat en cinquena posició amb una mitjana de puntuació de 4.63 punts sobre 5.
Geedy Lee, baixista i cantant del grup Rush va manifestar en una entrevista que era el seu disc favorit de la banda, i que després dels anys encara sonava fresc.

## Disseny de la portada
La portada original del disc va ser dissenyada com una paròdia d'un diari típic anglès de poble. El diari, imprés en paper, anava enganxat al cartró de l'àlbum i constava de 12 pàgines de 12x16 polzades (305x406 mm), i es titulava The St. Cleve Chronicle i Linwell Advertiser, constava d'articles, concursos i anuncis que ridiculitzaven el típic periodisme parroquial i aficionat de la premsa local anglesa. La companyia discogràfica de la banda, Chrysalis Records, inicialment es va queixar que la idea seria massa costosa de produir, però Anderson els va convèncer argumentant que si es podia produir un diari real com aquells, un de paròdia també seria factible.
El diari simulat, està datat el 7 de gener de 1972, i inclou la lletra completa de la cançó "Thick as a Brick" (impresa a la pàgina 7), que es presentada com un poema escrit per Gerald Bostock. La noticia principal a la portada és la desqualificació del concurs de poesia a on Gerald va quedar guanyador. El motiu que informa el diari són les queixes rebudes per la naturalesa ofensiva del poema, juntament amb la presumpta inestabilitat psicològica de l'infant. A la portada també si pot llegir un titular a on Bostock és acusat sense fonament de ser el pare del fill de la seva amiga Júlia, de 14 anys. L'interior de l'article presenta una crítica simulada de "Julian Stone-Mason BA", un pseudònim d'Anderson.
Els continguts del diari van ser escrits principalment per Anderson, el baixista Jeffrey Hammond i el teclista John Evan. Tot i que algunes de les notícies eren òbviament ximpleries, com "Magistrate Fins", apareixen d'altres, com una llarga història titulada "Don't see me Rabbit" sobre un pilot en la batalla de la Gran Bretanya que va ser derrocat per un caça alemany Me-109. El disseny general el va dur a terme Roy Eldridge de Chrysalis, que anteriorment havia treballat com a periodista. La majoria dels personatges del diari eren membres de la banda, empleats de la companyia o col·legues; per exemple, l'enginyer d'enregistrament Robin Black va interpretar a un campió local de patinatge sobre rodes.Anderson recorda que van trigar més en produir la portada que la música en si.
Les notícies que apreixen al diari mostren el característic sentit de l'humor anglès, sec i grotesc. En l'apartat de defuncions apareix Charles Stiff, i les notícies tenen títols plens de jocs de paraules només entenedors en el context de la llengua anglesa com “Mongrel Dog Soils Actor’s Foot” i “Non-Rabbit Missing.” Els personantges de la pàgina 2 tornen a sortir a la pàgina 5 en circumstàncies igualment ridícules. A la pàgina set hi ha la lletra de la cançó Thick As A Brick. L'escriptura és molt densa i enigmàtica i els canvis no identificats de la veu narrativa compliquen la seva compresnsió. El poema en sí, és una àmplia i pessimista crítica social sobre els poetes, els pintors i els virtuosos, a on condemna els polítics i altres figures d'autoritat, una línia molt semblant a la inciada en l'anterior disc de la banda, Aqualung.
El format de diari es va resumir en gran manera per als llibrets de CD convencionals, però la portada del nou CD de l'edició especial de l'25 aniversari està més a prop de l'original, així, la versió en caixa del 40 aniversari conté la major part del contingut del diari original i la versió en vinil de 190g presenta el contingut integre.

## Gerald Bostock
Gerald Bostock (suposadament nascut el 1964) és un nen precoç fictici, autor del poema en el qual es basa la lletra de la cançó "Thick as a Brick". L'imaginari nen tindria, per tant, en el moment de la composició, 8 anys.
La notícia principal de la primera pàgina del diari explica com Gerald, de 8 anys, i anomenat Little Milton (en homenatge al poeta anglès John Milton, autor de El paradís perdut), ha rebut un premi de la "The Society For Literary Advancement And Gestation (SLAG)" pel seu poema, i que aquest premi li ha estat revocat després pel seu comportament i pel dubtós contingut del seu èpic poema. A més, el diari presenta el poema complet de Bostock (és a dir, la lletra del disc) i una nota en la qual s'explica que la banda (Jethro Tull) ha decidit usar-lo com a peça principal del seu nou àlbum. Poc després, i per a calmar els ànims de la societat literaria el guardó va ser atorgat a una nena que havia presentat un poema sobre l'ètica i el cristianisme.
A la segona pàgina (ja a la part interna de l'estoig de l'LP) es troba un article titulat "Little Milton condemnat per l'embaràs d'una estudiant", en què informa sobre una jove de 14 anys anomenada Julia Fealey (a l'esquerra de Gerald en la fotografia de la portada), qui culpa del seu embaràs a l'infant. Segons declara la mare d'en Gerald, la Senyora Daphne, "la noia sempre ha estat gelosa del meu fill.” El reportatge continua dient que el doctor de la pròpia Fealey assegura que la noia "òbviament estava mentint per protegir el pare real".
Quan es va publicar l'àlbum es va aclarir que tant Gerald Bostock com el poema van ser pura invenció d'Ian Anderson i la banda.
A la segona part del Thick as a Brick, publicat el 2012, se'ns explica que en Gerald, ja adult, porta una vida grisa i solitaria.

## La lletra

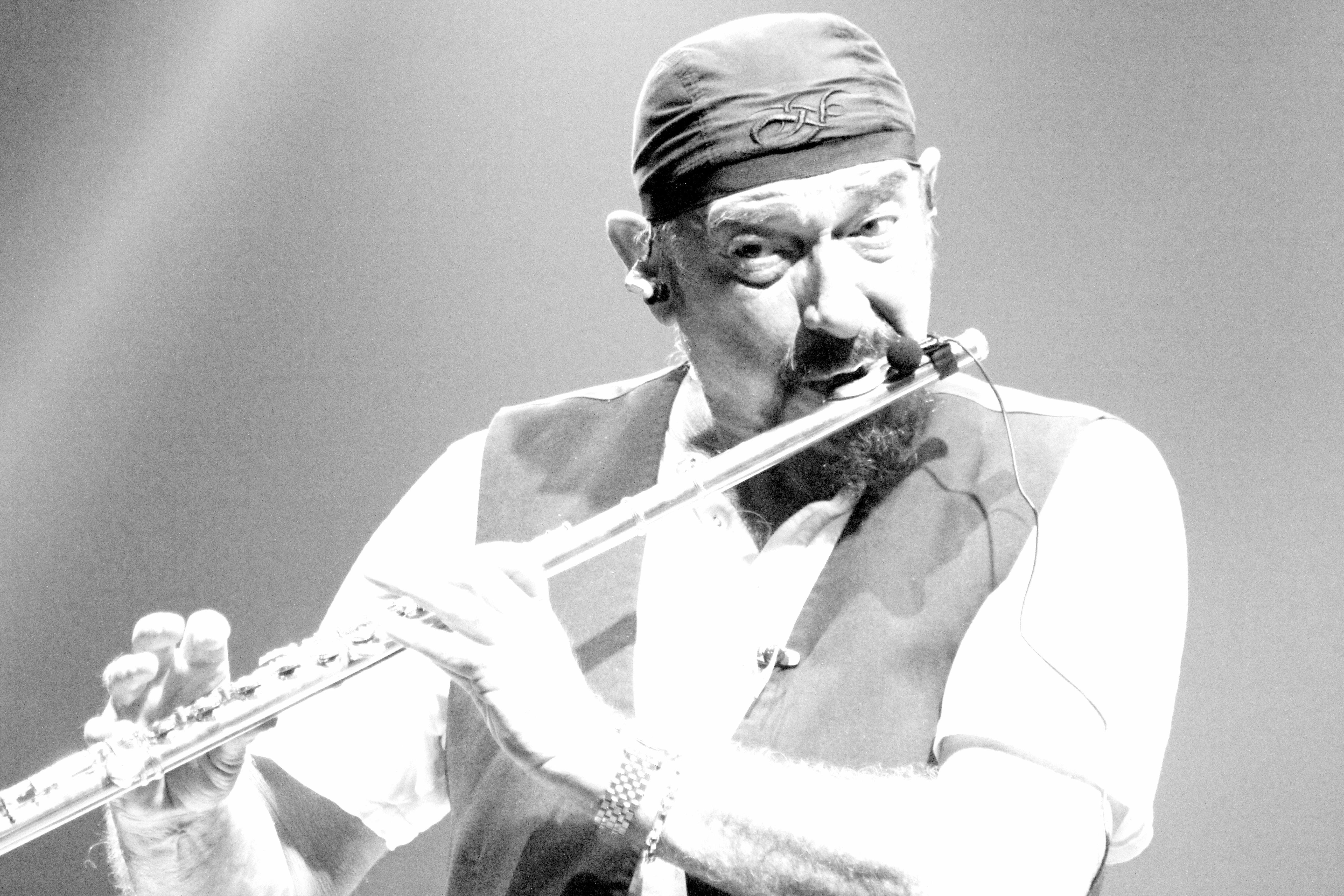
Ian Anderson - Munich 2014

Des del primer moment Ian Anderson va voler fer una parodia, una resposta irònica a la critica musical de l'època. Per això l'autor és nen de 8 anys que vol ser poeta. Segons explica Anderson, en aquell just moment al Regne Unit l'humor particular i surrealista dels Monty Phyton estava de moda. Era el moment oportú per aprofitar aquell corrent cultural i llançar la idea del disc; “Era el moment precís, no hagués funcionat un o dos anys després o un o dos anys abans... ja que dos anys més tard el panorama cultural i musical va canviar radicalment amb l'arribada del punk”
La lletra està plena de bromes basades en locucions, jocs de paraules, i sonoritats britàniques impossibles d'entendre fora del Regne Unit. Tal com afirma Anderson “als països que són coneguts per tenir una cultura diferent…la incapacitat de veure l'humor de la mateixa manera que la resta de nosaltres” Tot i això, sempre va considerar que tard o d'hora la gent se n'adonaria que es tractava d'una broma, “simplement va ser una diversió capriciosa y alegre”.
La cançó consta de 221 versos. La versió digital descarregable de l'edició del 40 aniversari estava dividida en 8 parts;
1. Really Don't Mind/See There a Son Is Born
2. The Poet and the Painter
3. What Do You Do When the Old Man's Gone?/From the Upper Class
4. You Curl Your Toes in Fun/Childhood Heroes/Stabs Instrumental
5. See There a Man Is Born/Clear White Circles
6. Legends and Believe in the Day
7. Tales of Your Life
8. Childhood Heroes Reprise

La cançó comença amb:
Really don't mind if you sit this one out.->  Realment m’és igual si escolteu aquesta asseguts.
My words but a whisper-your deafness a SHOUT. -> Les meves paraules només un sospir, la vostra sordesa un crit.

## Representacions en directe
Després del llançament de l'àlbum, el grup es va anar de gira, tocant tota la peça amb algunes addicions musicals que van estendre les actuacions a més d'una hora. A l'inici de l'espectacle, uns homes amb capes apareixien a l'escenari i es posaven a escombrar el pis, comptant a l'audiència i estudiant el lloc; Després d'uns minuts, alguns d'ells revelaven la seva identitat com a membres de la banda i començaven a tocar. Durant algunes actualcions, un telèfon sonava en mig de l'actuació, la banda s'aturava i Anderson constestava, un cop havia acabat continuaven tocant. També llegien titulars de noticies i donaven l'estat del temps, i un home amb l'uniforme de conductor d'autobús pujava a l'escenari. L'humor de la gira va causar problemes al Japó, a on el públic va respondre a aquestes performances amb total desconcert. Martin Barre recorda que aquestes primeres representacions en directe van ser "una experiència terrible", ja que hi havia molta música complexa amb una gran varietat de canvis per recordar.
Ian Anderson va tornar a representar tot l'àlbum en viu a la gira 2012. L'agost de 2014, Anderson va llançar el CD / DVD / Blu-ray Thick as a Brick - Live in Iceland. El concert es va gravar a Reykjavík, Islàndia, el 22 de juny de 2012, i va comptar amb les actuacions completes de Thick as a Brick i Thick as a Brick 2. Al concert es van mantenir algunes de les bromes humorístiques i teatrals que es feien originàriament al 1972, especialment el telèfon sonant enmig d'una cançó, que va ser reemplaçat per un telèfon mòbil i una trucada de Skype.

## Llista de temes
Totes les lletres escrites per "Gerald Bostock" (Ian Anderson), totes les cançons foren compostes per Anderson.
| 1. | «Thick as a Brick, Part I» | 22:40 |

| 2. | «Thick as a Brick, Part II» | 21:06 |

## Músics
- Ian Anderson – veus, guitarra acústica, flauta, violí, trumpeta, saxofon
- Martin Barre – Guitarra elèctrica
- John Evan – paino, òrgan, harpsichord
- Jeffrey Hammond (AKA "Jeffrey Hammond-Hammond") – baix, veu en off
- Barriemore Barlow – bateria, perscussió, timbal

Personal addicional
- David Palmer – Arranjaments orquestals
- Terry Ellis – productor executiu
- Robin Black – enginyer

## Llistes d'èxits
| Any  | Llista                                | Posició |
| ---- | ------------------------------------- | ------- |
| 1972 | Australian Albums (Kent Music Report) | 1       |
| 1972 | Canadian Albums (RPM)                 | 1       |
| 1972 | Danish Albums (Tracklisten)           | 1       |
| 1972 | Italian Albums (FIMI)                 | 2       |
| 1972 | UK Albums Chart (OCC)                 | 5       |
| 1972 | US Billboard 200                      | 1       |

## Certificacions
| País | Organització | Any  | Vendes           |
| USA  | RIAA         | 1972 | Gold (+ 500,000) |